# Scotinomys
A Scotinomys, vagy csicsergőegér az emlősök (Mammalia) osztályának rágcsálók (Rodentia) rendjébe, ezen belül a hörcsögfélék (Cricetidae) családjába tartozó nem.

## Rendszerezés
A nembe az alábbi 2 faj tartozik:
- Scotinomys teguina Alston, 1877 – típusfaj
- hegyi csicsergőegér (Scotinomys xerampelinus) Bangs, 1902